# ديفيد كريستال
ديفيد كريستال (بالإنجليزية: David Crystal)‏ لغوي وأكاديمي وكاتب بريطاني، حائز على رتبة الإمبراطورية البريطانية.
ولد ديفيد كريستال في ليزبورن، في إيرلندا الشمالية عام 1941، ونشأ في منطقة هولي هيد في شمال ويلز، وفي ليفربول وإنجلترا حيث درس في كلية القديسة مريم منذ العام 1951. درس كريستال اللغة الإنجليزية في كلية لندن الجامعية بين الفترة الممتدة بين 1959 و 1962، وقد عمل باحثاً تحت إشراف راندولف كويرك بين 1962 و 1963، حيث عمل على استبيان يتعلق باستعمال اللغة الإنجليزية. وقد حاضر منذ ذلك الحين في جامعة بانجور وجامعة ريدينج. وهو حالياً أستاذ شرف في اللغويات في جامعة بانجور. ونذكر من بين اهتماماته العديدة تعلم اللغة الإنجليزية وتدريسها، واللغويات الجنائية وموت اللغة، بالإضافة إلى اهتماماته بالأسلوب اللغوي للإنجليزية و شكسبير وعلم المفردات وعلم المعاجم. وهو رئيس الجمعية الدولية لمدرسي اللغة الإنجليزية كلغة أجنبية.
تقاعد كريستال من العمل الأكاديمي ويعمل كاتبًا ومحررًا واستشاريًا ويساهم في برامج في التلفاز والإذاعة، خاصة مع البي بي سي في المحطة الرابعة، حيث له سلسلة من البرامج التي تتناول مواضيع في اللغة، كما له إسهامات في الموقع الإلكتروني للبي بي سي في المواد المتعلقة بتعليم اللغة الإنجليزية للناطقين بغيرها.
يعيش كريستال حالياً في هوليهيد مع زوجته التي أنجب منها أربعة من الأبناء، من بينهم بين كريستال الذي أصبح مؤلفاً ومؤلفاً مشاركاً في كتابين مع والده. وهو متقاعد من مجال التدريس الأكاديمي في الجامعات ويعمل حالياً كاتباً ومحرراً واستشارياً. وقد حصل كريستال على رتبة الإمبراطورية البريطانية عام 1995 وأصبح زميلاً في الأكاديمية البريطانية عام 2000.

## كتبه
تجاوزت أعداد الكتب التي ألفها كريستال أو شارك في تأليفها أو التي حررها 100 كتاب في العديد من المواضيع، وتمّ له الكتاب رقم 100 عام 1964 أي حين كان في سنّ الثالثة والعشرين وهو متخصص في وضع المراجع وتحريرها ونذكر من هذه الأعمال موسوعة كامبردج للغة عام 1987 و موسوعة كامبردج للغة الإنجليزية (عام 1995 و 2003). وقد قام كريستال بتحرير العديد من الكتب المراجع والقواميس مثل موسوعة كامبردج و قاموس كامبردج للتراجم. كما كتب العديد من الكتب غير المتخصصة في اللغويات عمد فيها إلى استخدام الرسوم البيانية والمقالات المختصرة بغية إيصال المعلومات بيسر للقارئ غير المتعمق في هذا المجال. وطرح ديفيد كريستال فرضية تقول بأن اللغة الإنجليزية ستنقسم ومن ثم ستعود بعد ذلك إلى نقطة تجمع موحدة، حيث أشار إلى أنه مع مرور الزمن لن تبقى اللهجات المحلية للغة الإنجليزية مفهومة فيما بينها بشكل تبادلي ولذلك يكون من الضروري العودة إلى ما أسماه اللغة الإنجليزية المحكية العالمية الموحدة. وقد ذكر في كتابه حكايات اللغة الإنجليزية الصادر عام 2004 أهمية التنوع اللغوي واحترام اللهجات الأخرى غير الرسمية للغة الإنجليزية. كما أن كريستال من الرائدين في مجال جديد من اللغويات أطلق عليه اسم لغويات الإنترنت. كما له العديد من الأعمال خارج نطاق اللغويات كالشعر والمسرحيات والتراجم. وهو كاثوليكي في اعتقاده وله العديد من الأشعار والمقالات الروحانية التعبدية.
وقد كان لكريستال أثر في الحملات التي حالت دون هدم معبد من هولي هيد، وما يزال كريستال يساهم في العديد من برامج الراديو والتلفزيون. وقد عمل مع البي بي سي القناة الرابعة حيث كان يقدم برنامجاً حول القضايا المتعلقة باللغة، أما حالياً فهو يعمل مع البي بي سي من خلال الموقع الإلكتروني حيث يصدر بعض النشرات لمتعلمي اللغة الإنجليزية.
وصدر له حديثاً (2008) كتاب حول اللغة المتداولة في الرسائل النصية الخلوية والمحادثة عبر الإنترنت تناول فيه مظاهر هذا التحول في طريقة الكتابة على الصعيد الرقمي وأثر ذلك على المجتمع. كما نشر مذكراته مؤخراً في العام 2009 في كتاب صدر عن دار النشر روتلدج أسماه Just a Phrase I'm going]] through: My Life in Language]]، وصدر هذا الكتاب مع ثلاثة أقراص مدمجة تشتمل على ثلاث محاضرات له.

## مسرحيات شكسبير
ساهم ديفيد كريستال نظراً لطبيعة اختصاصه في تطور اللغة الإنجليزية في إصدار العديد من المسرحيات والأفلام لشكسبير في العام 2004 و 2005، حيث صدرت هذه المسرحيات التي كان كريستال من ضمن المشرفين عليها بالنظام الصوتي الأصلي لها في الفترة التي كتبت فيها، حيث كان يساعد الممثلين على النطق الصحيح للكلمات والجمل كما كان ينطقها أهلها في تلك الفترة.

## وصلات خارجية
- ديفيد كريستال على موقع ميوزك برينز (الإنجليزية)
- ديفيد كريستال على موقع ديسكوغز (الإنجليزية)

- الموقع الرسمي لديفيد كريستال
- مدونة ديفيد كريستال